# Lijst van Nederlandse hockeyclubs
Dit is een lijst van, bij de KNHB aangesloten, Nederlandse hockeyclubs. De officiële voorvoegsels in de clubnamen zijn weggelaten. Hieronder staan de roepnamen die door de KNHB gehanteerd worden.
| Clubnaam            | Plaats                     | Oprichtingsdatum  | Provincie     | District         |
| ------------------- | -------------------------- | ----------------- | ------------- | ---------------- |
| Abcoude             | Abcoude                    | 15 december 1975  | Utrecht       | Noord-Holland    |
| Alecto              | Leiderdorp                 | 2 april 1970      | Zuid-Holland  | Zuid-Holland     |
| Alkemade            | Rijpwetering               | 11 december 1981  | Zuid-Holland  | Zuid-Holland     |
| Alkmaar             | Alkmaar                    | 16 november 1912  | Noord-Holland | Noord-Holland    |
| Alliance            | Heemstede                  | 27 september 1927 | Noord-Holland | Noord-Holland    |
| Almelo              | Almelo                     | 18 november 1925  | Overijssel    | Oost Nederland   |
| Almere              | Almere                     | 1 september 1979  | Flevoland     | Midden Nederland |
| Alphen              | Alphen aan den Rijn        | 8 november 1968   | Zuid-Holland  | Zuid-Holland     |
| Amersfoort          | Amersfoort                 | 8 oktober 1912    | Utrecht       | Midden Nederland |
| Amstelveen          | Amstelveen                 | 20 juni 1952      | Noord-Holland | Noord-Holland    |
| Amsterdam           | Amstelveen                 | 28 januari 1892   | Noord-Holland | Noord-Holland    |
| AMVJ                | Amstelveen                 | 1 oktober 1922    | Noord-Holland | Noord-Holland    |
| Apeldoorn           | Apeldoorn                  | 6 oktober 1928    | Gelderland    | Oost Nederland   |
| Apeliotes           | Nijmegen                   | 8 oktober 1987    | Gelderland    | Oost Nederland   |
| Ares                | Apeldoorn                  | 1 mei 1961        | Gelderland    | Oost Nederland   |
| Arnhem              | Velp                       | 8 november 1911   | Gelderland    | Oost Nederland   |
| Athena              | Amsterdam                  | 20 april 2004     | Noord-Holland | Noord-Holland    |
| Avanti              | Winterswijk                | 1 oktober 1933    | Gelderland    | Oost Nederland   |
| Baarle              | Baarle-Nassau              | 2015              | Noord-Brabant | Zuid Nederland   |
| Baarn               | Baarn                      | 6 april 1965      | Utrecht       | Midden Nederland |
| Bakel               | Bakel                      | 7 december 1977   | Noord-Brabant | Zuid Nederland   |
| Barendrecht         | Barendrecht                | 4 augustus 1976   | Zuid-Holland  | Zuid-Holland     |
| Barneveld           | Barneveld                  | 1 oktober 1966    | Gelderland    | Midden Nederland |
| Basko               | Veldhoven                  | 21 november 1959  | Noord-Brabant | Zuid Nederland   |
| Bedum               | Bedum                      | 25 januari 1984   | Groningen     | Noord Nederland  |
| Bemmel              | Bemmel                     | 16 mei 1978       | Gelderland    | Oost Nederland   |
| Bennebroek          | Bennebroek                 | 26 april 1965     | Noord-Holland | Noord-Holland    |
| Berkel Enschot      | Berkel-Enschot             | 9 november 1973   | Noord-Brabant | Zuid Nederland   |
| Berkel-Rodenrijs    | Berkel en Rodenrijs        | 22 mei 1975       | Zuid-Holland  | Zuid-Holland     |
| Berlicum            | Berlicum                   | 21 oktober 1982   | Noord-Brabant | Zuid Nederland   |
| Best                | Best                       | 14 april 1944     | Noord-Brabant | Zuid Nederland   |
| Beuningen           | Beuningen                  | 14 april 1981     | Gelderland    | Oost Nederland   |
| Bleiswijk           | Bleiswijk                  | 12 juni 1975      | Zuid-Holland  | Zuid-Holland     |
| Blerick             | Blerick                    | 1 juli 1946       | Limburg       | Zuid Nederland   |
| Bloemendaal         | Bloemendaal                | 26 april 1895     | Noord-Holland | Noord-Holland    |
| Boekel              | Boekel                     | 10 december 1985  | Noord-Brabant | Zuid Nederland   |
| Bommelerwaard       | Zaltbommel                 | 4 oktober 1977    | Gelderland    | Zuid Nederland   |
| Boxmeer             | Boxmeer                    | 1 juli 1962       | Noord-Brabant | Zuid Nederland   |
| Breda               | Breda                      | 8 november 1906   | Noord-Brabant | Zuid Nederland   |
| Buitenhout          | Almere                     | 15 april 2010     | Flevoland     | Midden Nederland |
| Bully               | Oldenzaal                  | 16 oktober 1935   | Overijssel    | Oost Nederland   |
| Capelle             | Capelle aan den IJssel     | 8 december 1973   | Zuid-Holland  | Zuid-Holland     |
| Cartouche           | Voorburg                   | 9 oktober 1949    | Zuid-Holland  | Zuid-Holland     |
| Castricum           | Castricum                  | 10 augustus 1967  | Noord-Holland | Noord-Holland    |
| Catwijck            | Katwijk                    | 12 december 1979  | Zuid-Holland  | Zuid-Holland     |
| Civicum             | Cuijk                      | 1 september 1966  | Noord-Brabant | Zuid Nederland   |
| Coevorden           | Coevorden                  | 12 september 1953 | Drenthe       | Noord Nederland  |
| Concordia           | Roermond                   | 1 september 1924  | Limburg       | Zuid Nederland   |
| Craeyenhout         | Den Haag                   | 28 februari 1974  | Zuid-Holland  | Zuid-Holland     |
| Cranendonck         | Maarheeze                  | 14 maart 1977     | Noord-Brabant | Zuid Nederland   |
| Culemborg           | Culemborg                  | 25 oktober 1972   | Gelderland    | Midden Nederland |
| Dalfsen             | Dalfsen                    | 26 mei 1975       | Overijssel    | Oost Nederland   |
| Daring              | Veendam                    | 15 september 1925 | Groningen     | Noord Nederland  |
| Dash                | Hoogezand                  | 5 januari 1931    | Groningen     | Noord Nederland  |
| DDHC                | Raamsdonksveer             | 3 september 1992  | Noord-Brabant | Zuid Nederland   |
| Delfshaven          | Rotterdam                  | 2 oktober 2015    | Zuid-Holland  | Zuid-Holland     |
| Den Bosch           | 's-Hertogenbosch           | 14 juli 1937      | Noord-Brabant | Zuid Nederland   |
| Derby               | Zwijndrecht                | 23 juni 1998      | Zuid-Holland  | Zuid-Holland     |
| DES                 | Kaatsheuvel                | 15 maart 1942     | Noord-Brabant | Zuid Nederland   |
| Deurne              | Deurne                     | 14 mei 1941       | Noord-Brabant | Zuid Nederland   |
| DHV                 | Deventer                   | 18 november 1913  | Overijssel    | Oost Nederland   |
| Dieren              | Dieren                     | 15 februari 1963  | Gelderland    | Oost Nederland   |
| Doetinchem          | Doetinchem                 | 1 september 1938  | Gelderland    | Oost Nederland   |
| Dommel              | Sint-Michielsgestel        | 23 oktober 1963   | Noord-Brabant | Zuid Nederland   |
| Don Quishoot        | Eindhoven                  | 1 augustus 1997   | Noord-Brabant | Zuid Nederland   |
| Doorn               | Doorn                      | 15 april 1975     | Utrecht       | Midden Nederland |
| Dopie               | Delft                      | 14 oktober 1946   | Zuid-Holland  | Zuid-Holland     |
| Dordrecht           | Dordrecht                  | 5 september 1925  | Zuid-Holland  | Zuid-Holland     |
| Dorsteti            | Wijk bij Duurstede         | 15 mei 1979       | Utrecht       | Midden Nederland |
| Drienerlo           | Enschede                   | 22 september 1964 | Overijssel    | Oost Nederland   |
| Drunen              | Drunen                     | 14 maart 1974     | Noord-Brabant | Zuid Nederland   |
| Druten              | Afferden                   | 1 september 2005  | Gelderland    | Oost Nederland   |
| DSHC                | Delft                      | 20 november 1898  | Zuid-Holland  | Zuid-Holland     |
| DVS                 | Waalre                     | 8 maart 1958      | Noord-Brabant | Zuid Nederland   |
| Ede                 | Ede                        | 26 april 1963     | Gelderland    | Oost Nederland   |
| Eelde               | Eelde                      | 20 augustus 1990  | Drenthe       | Noord Nederland  |
| Eemsmond            | Eemsmond                   | 28 november 1966  | Groningen     | Noord Nederland  |
| Eemvallei           | Amersfoort                 | 21 februari 1974  | Utrecht       | Midden Nederland |
| Eersel              | Eersel                     | 5 maart 1974      | Noord-Brabant | Zuid Nederland   |
| EHV                 | Enschede                   | 23 januari 1935   | Overijssel    | Oost Nederland   |
| Eindhoven           | Eindhoven                  | 1 juli 2000       | Noord-Brabant | Zuid Nederland   |
| Emmen               | Emmen                      | 4 september 1956  | Drenthe       | Noord Nederland  |
| Epe                 | Epe                        | 6 oktober 1942    | Gelderland    | Oost Nederland   |
| Etten-Leur          | Etten-Leur                 | 20 maart 1968     | Noord-Brabant | Zuid Nederland   |
| Evergreen           | Maassluis                  | 10 augustus 1971  | Zuid-Holland  | Zuid-Holland     |
| Feijenoord          | Rotterdam                  | 10 oktober 2010   | Zuid-Holland  | Zuid-Holland     |
| FIT                 | Amsterdam                  | 1 juni 1928       | Noord-Holland | Noord-Holland    |
| Fletiomare          | De Meern                   | 22 februari 1970  | Utrecht       | Midden Nederland |
| Flevoland           | Dronten                    | 18 juni 1968      | Flevoland     | Oost Nederland   |
| Forcial             | Rockanje                   | 12 februari 1982  | Zuid-Holland  | Zuid-Holland     |
| Forescate           | Voorschoten                | 1 juli 1962       | Zuid-Holland  | Zuid-Holland     |
| GCHC                | Groningen                  | 20 september 1929 | Groningen     | Noord Nederland  |
| Geel-Zwart          | Veghel                     | 13 december 1939  | Noord-Brabant | Zuid Nederland   |
| Geldermalsen        | Geldermalsen               | 14 januari 1980   | Gelderland    | Midden Nederland |
| Geldrop             | Geldrop                    | 21 mei 1942       | Noord-Brabant | Zuid Nederland   |
| Gemert              | Gemert                     | 8 maart 1968      | Noord-Brabant | Zuid Nederland   |
| GHBS                | Groningen                  | 2 november 1928   | Groningen     | Noord Nederland  |
| Gilze-Rijen         | Gilze-Rijen                | 25 mei 1979       | Noord-Brabant | Zuid Nederland   |
| Goes                | Goes                       | 25 maart 1964     | Zeeland       | Zuid Nederland   |
| Goirle              | Goirle                     | 3 juni 1980       | Noord-Brabant | Zuid Nederland   |
| Gooische            | Hilversum                  | 1 november 1901   | Noord-Holland | Midden Nederland |
| Goor                | Goor                       | 29 februari 1960  | Overijssel    | Oost Nederland   |
| Gorssel/Epse        | Epse                       | 25 juli 2018      | Gelderland    | Oost Nederland   |
| Gouda               | Gouda                      | 17 september 1979 | Zuid-Holland  | Zuid-Holland     |
| Graspiepers         | Drachten                   | 29 januari 1960   | Friesland     | Noord Nederland  |
| Grave               | Grave                      | 30 november 1978  | Noord-Brabant | Zuid Nederland   |
| Groen Geel          | Den Haag                   | 15 februari 1932  | Zuid-Holland  | Zuid-Holland     |
| Groningen           | Haren                      | 1 oktober 1926    | Groningen     | Noord Nederland  |
| Gron.Studs          | Groningen                  | 30 mei 1938       | Groningen     | Noord Nederland  |
| Haackey             | Haaksbergen                | 18 juni 1973      | Overijssel    | Oost Nederland   |
| Haarlem             | Haarlem                    | 1 september 1932  | Noord-Holland | Noord-Holland    |
| Haaskamp            | Amerongen                  | 7 december 1971   | Utrecht       | Midden Nederland |
| Hardenberg          | Hardenberg                 | 5 juni 1973       | Overijssel    | Oost Nederland   |
| Harlingen           | Harlingen                  | 21 november 1968  | Friesland     | Noord Nederland  |
| Hattem              | Hattem                     | 30 juli 1952      | Gelderland    | Oost Nederland   |
| HBS                 | Bloemendaal                | 31 oktober 1919   | Noord-Holland | Noord-Holland    |
| HCAS                | Asten                      | 3 februari 1976   | Noord-Brabant | Zuid Nederland   |
| HCGO                | Middelharnis               | 26 februari 1979  | Zuid-Holland  | Zuid-Holland     |
| HCHN                | Nijverdal                  | 13 januari 1975   | Overijssel    | Oost Nederland   |
| HCM                 | Arnhem                     | 7 april 1975      | Gelderland    | Oost Nederland   |
| HCRB                | Bodegraven-Reeuwijk        | 28 april 2010     | Zuid-Holland  | Zuid-Holland     |
| HCSO                | Stadskanaal                | 18 september 1964 | Groningen     | Noord Nederland  |
| HCW (Winschoten)    | Winschoten                 | 3 november 1929   | Groningen     | Noord Nederland  |
| HDL                 | Heeswijk-Dinther           | 10 oktober 1978   | Noord-Brabant | Zuid Nederland   |
| HDM                 | Den Haag                   | 8 februari 1908   | Zuid-Holland  | Zuid-Holland     |
| HDS                 | Den Haag                   | 15 mei 1933       | Zuid-Holland  | Zuid-Holland     |
| Heerhugowaard       | Heerhugowaard              | 8 januari 1974    | Noord-Holland | Noord-Holland    |
| Heesch              | Heesch                     | 4 september 1985  | Noord-Brabant | Zuid Nederland   |
| Heeze               | Heeze                      | 9 april 1975      | Noord-Brabant | Zuid Nederland   |
| Helmond             | Helmond                    | 24 september 1933 | Noord-Brabant | Zuid Nederland   |
| Hermes              | Den Helder                 | 29 april 1941     | Noord-Holland | Noord-Holland    |
| HGC                 | Wassenaar                  | 22 september 1906 | Zuid-Holland  | Zuid-Holland     |
| HIC                 | Amstelveen                 | 8 september 1946  | Noord-Holland | Noord-Holland    |
| Hilvarenbeek        | Hilvarenbeek               | 27 april 1979     | Noord-Brabant | Zuid Nederland   |
| Hilversum           | Hilversum                  | 30 september 1904 | Noord-Holland | Midden Nederland |
| Hisalis             | Lisse                      | 24 mei 1972       | Zuid-Holland  | Noord-Holland    |
| Hockeer             | Cadier en Keer             | 9 oktober 1976    | Limburg       | Zuid Nederland   |
| HOCO                | Oisterwijk                 | 18 oktober 1936   | Noord-Brabant | Zuid Nederland   |
| HOD                 | Valkenswaard               | 20 februari 1949  | Noord-Brabant | Zuid Nederland   |
| Hoeksche Waard      | Mijnsheerenland            | 18 december 1971  | Zuid-Holland  | Zuid-Holland     |
| Hoevelaken          | Hoevelaken                 | 8 december 1975   | Gelderland    | Midden Nederland |
| Holestick           | Scherpenzeel               | 16 februari 1981  | Gelderland    | Midden Nederland |
| Holten              | Holten                     | 12 maart 1973     | Overijssel    | Oost Nederland   |
| Hondsrug            | Zuidlaren                  | 29 januari 1979   | Drenthe       | Noord Nederland  |
| Hoogeveen           | Hoogeveen                  | 20 september 1965 | Drenthe       | Noord Nederland  |
| Hoorn               | Hoorn                      | 1 oktober 1946    | Noord-Holland | Noord-Holland    |
| Hopbel              | Schijndel                  | 20 maart 1933     | Noord-Brabant | Zuid Nederland   |
| Horst               | Horst                      | 15 mei 1965       | Limburg       | Zuid Nederland   |
| Houten              | Houten                     | 8 november 1984   | Utrecht       | Midden Nederland |
| HSD                 | Zierikzee                  | 19 mei 1965       | Zeeland       | Zuid Nederland   |
| Hudito              | Delft                      | 21 september 1929 | Zuid-Holland  | Zuid-Holland     |
| Huizen              | Huizen                     | 14 februari 1970  | Noord-Holland | Midden Nederland |
| Hurley              | Amstelveen                 | 12 juli 1932      | Noord-Holland | Noord-Holland    |
| HVA                 | Assen                      | 3 december 1919   | Drenthe       | Noord Nederland  |
| IJburg              | Amsterdam                  | 19 maart 2010     | Noord-Holland | Noord-Holland    |
| IJssel              | Nieuwerkerk aan den IJssel | 13 mei 1976       | Zuid-Holland  | Zuid-Holland     |
| IJsseloever         | IJsselstein                | 30 december 1980  | Utrecht       | Midden Nederland |
| Kampen              | Kampen                     | 11 mei 1970       | Overijssel    | Oost Nederland   |
| Kampong             | Utrecht                    | 29 september 1902 | Utrecht       | Midden Nederland |
| Kieviten            | Wassenaar                  | 6 november 1926   | Zuid-Holland  | Zuid-Holland     |
| De Kikkers          | Nieuw-Vennep               | 18 maart 1974     | Noord-Holland | Noord-Holland    |
| Klein Zwitserland   | Den Haag                   | 20 september 1908 | Zuid-Holland  | Zuid-Holland     |
| Kraaien             | Zaanstad                   | 22 november 1922  | Noord-Holland | Noord-Holland    |
| Krimpen             | Krimpen aan den IJssel     | 27 oktober 1970   | Zuid-Holland  | Zuid-Holland     |
| Kromhouters         | Tiel                       | 25 maart 1946     | Gelderland    | Oost Nederland   |
| Kromme Rijn         | Bunnik                     | 6 juni 2012       | Utrecht       | Midden Nederland |
| Laren               | Laren                      | 15 november 1933  | Noord-Holland | Midden Nederland |
| Leerdam             | Leerdam                    | 6 oktober 1977    | Zuid-Holland  | Midden Nederland |
| Leeuwarden          | Leeuwarden                 | 1 oktober 1924    | Friesland     | Noord Nederland  |
| Leiden              | Oegstgeest                 | 18 oktober 1917   | Zuid-Holland  | Zuid-Holland     |
| Leidse Studs        | Oegstgeest                 | 15 augustus 1986  | Zuid-Holland  | Zuid-Holland     |
| Lelystad            | Lelystad                   | 20 maart 1972     | Flevoland     | Midden Nederland |
| Lemmer              | Lemmer                     | 1 juni 2000       | Friesland     | Noord Nederland  |
| Leonidas            | Rotterdam                  | 4 februari 1934   | Zuid-Holland  | Zuid-Holland     |
| Leusden             | Leusden                    | 5 oktober 1973    | Utrecht       | Midden Nederland |
| Liberty             | Dongen                     | 24 november 1945  | Noord-Brabant | Zuid Nederland   |
| Liempde             | Liempde                    | 1 april 1977      | Noord-Brabant | Zuid Nederland   |
| Lochem              | Lochem                     | 17 februari 1934  | Gelderland    | Oost Nederland   |
| Loenen              | Loenen aan de Vecht        | 21 mei 1975       | Utrecht       | Midden Nederland |
| Losser              | Losser                     | 20 oktober 2015   | Overijssel    | Oost Nederland   |
| Maarn               | Maarn                      | 16 november 1963  | Utrecht       | Midden Nederland |
| Maarssen            | Maarssen                   | 28 januari 1972   | Utrecht       | Midden Nederland |
| Maastricht (MHC)    | Maastricht                 | 1 juni 1934       | Limburg       | Zuid Nederland   |
| Made                | Made                       | 1 juni 1977       | Noord-Brabant | Zuid Nederland   |
| Magnus              | Schagen                    | 28 oktober 1972   | Noord-Holland | Noord-Holland    |
| Meerssen            | Meerssen                   | 20 januari 1983   | Limburg       | Zuid Nederland   |
| Meeuwen             | Emmeloord                  | 3 april 1971      | Flevoland     | Oost Nederland   |
| MEP                 | Boxtel                     | 16 december 1930  | Noord-Brabant | Zuid Nederland   |
| Meppel              | Meppel                     | 1 maart 1931      | Drenthe       | Oost Nederland   |
| De Mezen            | Harderwijk                 | 11 november 1963  | Gelderland    | Oost Nederland   |
| Mierlo              | Mierlo                     | 31 december 1981  | Noord-Brabant | Zuid Nederland   |
| Mijdrecht           | Mijdrecht                  | 23 juni 1977      | Noord-Holland | Noord-Holland    |
| Mill                | Mill                       | 10 september 1967 | Noord-Brabant | Zuid Nederland   |
| Mistral             | Rucphen                    | 31 maart 1983     | Noord-Brabant | Zuid Nederland   |
| Montfoort           | Montfoort                  | 23 mei 1979       | Utrecht       | Midden Nederland |
| MOP                 | Vught                      | 6 oktober 1923    | Noord-Brabant | Zuid Nederland   |
| Muiderberg          | Muiderberg                 | 10 september 1976 | Noord-Holland | Midden Nederland |
| Myra                | Amstelveen                 | 20 september 1954 | Noord-Holland | Noord-Holland    |
| Naarden             | Naarden                    | 24 april 1987     | Noord-Holland | Midden Nederland |
| Never Less          | Rotterdam                  | 8 augustus 1990   | Zuid-Holland  | Zuid-Holland     |
| Nieuwegein          | Nieuwegein                 | 21 november 1978  | Utrecht       | Midden Nederland |
| Nieuwkoop           | Nieuwkoop                  | 20 december 1971  | Zuid-Holland  | Zuid-Holland     |
| Nijkerk             | Nijkerk                    | 26 april 1983     | Gelderland    | Midden Nederland |
| Nijmegen            | Nijmegen                   | 15 september 1906 | Gelderland    | Oost Nederland   |
| Noordwijk           | Noordwijk                  | 24 oktober 1967   | Zuid-Holland  | Zuid-Holland     |
| Nova                | Heerlen                    | 1 augustus 2013   | Limburg       | Zuid Nederland   |
| Nuenen              | Nuenen                     | 24 mei 1942       | Noord-Brabant | Zuid Nederland   |
| Nunspeet            | Nunspeet                   | 10 november 1982  | Gelderland    | Oost Nederland   |
| Nuth                | Nuth                       | 30 januari 1985   | Limburg       | Zuid Nederland   |
| Oedenrode           | Sint-Oedenrode             | 29 juli 1961      | Noord-Brabant | Zuid Nederland   |
| Oirschot            | Oirschot                   | 15 december 1946  | Noord-Brabant | Zuid Nederland   |
| Olympia             | Terneuzen                  | 27 februari 1937  | Zeeland       | Zuid Nederland   |
| Ommen               | Ommen                      | 2 mei 1979        | Overijssel    | Oost Nederland   |
| Ommoord             | Rotterdam                  | 11 december 1973  | Zuid-Holland  | Zuid-Holland     |
| Oosterbeek          | Oosterbeek                 | 13 november 1934  | Gelderland    | Oost Nederland   |
| Oranje-Rood         | Eindhoven                  | 14 oktober 1921   | Noord-Brabant | Zuid Nederland   |
| Oss                 | Oss                        | 1 juli 1999       | Noord-Brabant | Zuid Nederland   |
| Oude IJsselstreek   | Ulft                       | 28 mei 2011       | Gelderland    | Oost Nederland   |
| Oudenbosch          | Oudenbosch                 | 28 januari 1982   | Noord-Brabant | Zuid Nederland   |
| Overbetuwe          | Elst                       | 25 augustus 2007  | Gelderland    | Oost Nederland   |
| Overbos             | Beverwijk                  | 1 november 1940   | Noord-Holland | Noord-Holland    |
| Peel en Maas        | Helden                     | 28 mei 1974       | Limburg       | Zuid Nederland   |
| Pelikaan            | Roosendaal                 | 18 december 1933  | Noord-Brabant | Zuid Nederland   |
| Phoenix             | Zeist                      | 1 juli 1964       | Utrecht       | Midden Nederland |
| Pijnacker           | Pijnacker                  | 12 december 1977  | Zuid-Holland  | Zuid-Holland     |
| Pinoké              | Amstelveen                 | 23 januari 1929   | Noord-Holland | Noord-Holland    |
| Pollux              | Vlaardingen                | 12 oktober 1940   | Zuid-Holland  | Zuid-Holland     |
| Prinsenbeek         | Prinsenbeek                | 1 november 1971   | Noord-Brabant | Zuid Nederland   |
| Purmerend           | Purmerend                  | 17 april 1978     | Noord-Holland | Noord-Holland    |
| Push                | Breda                      | 21 september 1934 | Noord-Brabant | Zuid Nederland   |
| PW                  | Enschede                   | 1 mei 1914        | Overijssel    | Oost Nederland   |
| Qui Vive            | Uithoorn                   | 23 juni 1963      | Noord-Holland | Noord-Holland    |
| Quick Stick         | Heerenveen                 | 1 september 1957  | Friesland     | Noord Nederland  |
| QZ                  | Nijmegen                   | 1 juli 2006       | Gelderland    | Oost Nederland   |
| Rapid               | Gorinchem                  | 14 februari 1933  | Zuid-Holland  | Zuid-Holland     |
| Rapide              | Hulst                      | 2 november 1942   | Zeeland       | Zuid Nederland   |
| Reigers             | Hoofddorp                  | 3 december 1964   | Noord-Holland | Noord-Holland    |
| Rijnvliet           | Utrecht                    | 29 oktober 2015   | Utrecht       | Midden Nederland |
| Rijswijk            | Rijswijk                   | 15 april 1931     | Zuid-Holland  | Zuid-Holland     |
| Ring Pass           | Delft                      | 13 oktober 1940   | Zuid-Holland  | Zuid-Holland     |
| Roden               | Roden                      | 30 mei 1968       | Drenthe       | Noord Nederland  |
| Rood-Wit            | Aerdenhout                 | 1 november 1899   | Noord-Holland | Noord-Holland    |
| Roomburg            | Leiden                     | 25 juli 1935      | Zuid-Holland  | Zuid-Holland     |
| Rosmalen            | Rosmalen                   | 31 januari 1968   | Noord-Brabant | Zuid Nederland   |
| Rotterdam           | Rotterdam                  | 16 september 1925 | Zuid-Holland  | Zuid-Holland     |
| Salland             | Raalte                     | 11 november 1972  | Overijssel    | Oost Nederland   |
| Saxenburg           | Haarlem                    | 1 oktober 1912    | Noord-Holland | Noord-Holland    |
| Schaerweijde        | Zeist                      | 12 februari 1932  | Utrecht       | Midden Nederland |
| SCHC                | Bilthoven                  | 22 november 1906  | Utrecht       | Midden Nederland |
| Schiedam            | Schiedam                   | 1 april 1936      | Zuid-Holland  | Zuid-Holland     |
| Schoonhoven         | Schoonhoven                | 23 december 1986  | Zuid-Holland  | Zuid-Holland     |
| Scoop               | Sittard                    | 24 april 1957     | Limburg       | Zuid Nederland   |
| Scoop Delft         | Delft                      | 1 september 2007  | Zuid-Holland  | Zuid-Holland     |
| Shinty              | Driebergen-Rijsenburg      | 18 november 1961  | Utrecht       | Midden Nederland |
| Shot                | Tilburg                    | 1 september 1986  | Noord-Brabant | Zuid Nederland   |
| Sjinborn            | Valkenburg                 | 15 september 1981 | Limburg       | Zuid Nederland   |
| Sneek               | Sneek                      | 12 november 1926  | Friesland     | Noord Nederland  |
| Soest               | Soest                      | 23 september 1952 | Utrecht       | Midden Nederland |
| Son                 | Son                        | 23 september 1963 | Noord-Brabant | Zuid Nederland   |
| Souburgh            | Alblasserdam               | 1 december 1960   | Zuid-Holland  | Zuid-Holland     |
| Spaarndam           | Spaarndam                  | 18 april 2011     | Noord-Holland | Noord-Holland    |
| Spandersbosch       | Hilversum                  | 1 oktober 1922    | Noord-Holland | Midden Nederland |
| Spijkenisse         | Spijkenisse                | 24 november 1976  | Zuid-Holland  | Zuid-Holland     |
| Spire               | Hoogwoud                   | 17 februari 1984  | Noord-Holland | Noord-Holland    |
| Spitsbergen         | Veenendaal                 | 13 november 1982  | Utrecht       | Midden Nederland |
| Steenwijk           | Steenwijk                  | 9 juli 1975       | Overijssel    | Noord Nederland  |
| Stix                | Joure                      | 11 mei 2009       | Friesland     | Noord Nederland  |
| Strawberries        | Driehuis                   | 15 oktober 1929   | Noord-Holland | Noord-Holland    |
| Tegelse Hockey Club | Tegelen                    | 25 februari 1933  | Limburg       | Zuid Nederland   |
| Tempo               | Bergen op Zoom             | 1 oktober 1931    | Noord-Brabant | Zuid Nederland   |
| Tempo '34           | Rotterdam                  | 6 oktober 1934    | Zuid-Holland  | Zuid-Holland     |
| Terriërs            | Heiloo                     | 1 september 1951  | Noord-Holland | Noord-Holland    |
| Teteringen          | Teteringen                 | 3 oktober 1973    | Noord-Brabant | Zuid Nederland   |
| Thor                | Leiden                     | 23 februari 2006  | Zuid-Holland  | Zuid-Holland     |
| Tilburg             | Tilburg                    | 6 juli 2011       | Noord-Brabant | Zuid Nederland   |
| Twello              | Twello                     | 25 september 2008 | Gelderland    | Oost Nederland   |
| Twente              | Hengelo                    | 1 juli 1999       | Overijssel    | Oost Nederland   |
| Uden                | Uden                       | 1 september 1957  | Noord-Brabant | Zuid Nederland   |
| Udenhout            | Udenhout                   | 2 april 1982      | Noord-Brabant | Zuid Nederland   |
| Uitgeest            | Uitgeest                   | 23 juni 1963      | Noord-Holland | Noord-Holland    |
| Union               | Malden                     | 1 oktober 1932    | Gelderland    | Oost Nederland   |
| UNO                 | Utrecht                    | 1 september 2015  | Utrecht       | Midden Nederland |
| Upward              | Arnhem                     | 1 oktober 1923    | Gelderland    | Oost Nederland   |
| USHC                | Utrecht                    | 28 april 1971     | Utrecht       | Midden Nederland |
| Delta Venlo         | Venlo                      | 26 juli 2020      | Limburg       | Zuid Nederland   |
| Venray              | Venray                     | 18 juli 1955      | Limburg       | Zuid Nederland   |
| Vianen              | Vianen                     | 5 september 1975  | Utrecht       | Midden Nederland |
| Victoria            | Rotterdam                  | 22 september 1899 | Zuid-Holland  | Zuid-Holland     |
| Vlijmen             | Vlijmen                    | 1 september 1978  | Noord-Brabant | Zuid Nederland   |
| Voordaan            | Groenekan                  | 5 december 1935   | Utrecht       | Midden Nederland |
| Voorhout            | Voorhout                   | 1 december 1992   | Zuid-Holland  | Zuid-Holland     |
| Voorne              | Hellevoetsluis             | 21 mei 1971       | Zuid-Holland  | Zuid-Holland     |
| VVV                 | Amstelveen                 | 1 juni 1902       | Noord-Holland | Noord-Holland    |
| Waalwijk            | Waalwijk                   | 7 mei 1948        | Noord-Brabant | Zuid Nederland   |
| Waddinxveen         | Waddinxveen                | 20 november 1968  | Zuid-Holland  | Zuid-Holland     |
| Wageningen          | Wageningen                 | 21 september 1927 | Gelderland    | Oost Nederland   |
| Walcheren           | Vlissingen                 | 2 oktober 1910    | Zeeland       | Zuid Nederland   |
| Warande             | Oosterhout                 | 14 april 1947     | Noord-Brabant | Zuid Nederland   |
| Wateringse Veld     | Den Haag                   | 21 mei 2003       | Zuid-Holland  | Zuid-Holland     |
| Waterland           | Monnickendam               | 12 januari 2013   | Noord-Holland | Noord-Holland    |
| Weert               | Weert                      | 13 november 1938  | Limburg       | Zuid Nederland   |
| Weesp               | Weesp                      | 10 december 1959  | Noord-Holland | Midden Nederland |
| Were Di Tilburg     | Tilburg                    | 1 februari 1948   | Noord-Brabant | Zuid Nederland   |
| Westerduiven        | Duiven                     | 4 maart 1991      | Gelderland    | Oost Nederland   |
| Westerkwartier      | Zuidhorn                   | 7 oktober 1981    | Groningen     | Noord Nederland  |
| Westerpark          | Amsterdam                  | 27 mei 2009       | Noord-Holland | Noord-Holland    |
| Westland            | Westland                   | 31 december 1974  | Zuid-Holland  | Zuid-Holland     |
| Wijchen             | Wijchen                    | 1 juni 1973       | Gelderland    | Oost Nederland   |
| Winsum              | Winsum                     | 24 december 1975  | Groningen     | Noord Nederland  |
| Woerden             | Woerden                    | 15 september 1975 | Utrecht       | Midden Nederland |
| Xenios              | Amsterdam                  | 1 juni 1959       | Noord-Holland | Noord-Holland    |
| Ypenburg            | Den Haag                   | 31 maart 2005     | Zuid-Holland  | Zuid-Holland     |
| Zandvoort           | Zandvoort                  | 5 maart 1935      | Noord-Holland | Noord-Holland    |
| Zeewolde            | Zeewolde                   | 21 november 1991  | Flevoland     | Midden Nederland |
| Zevenaar            | Zevenaar                   | 1 september 1965  | Gelderland    | Oost Nederland   |
| Zevenbergen         | Zevenbergen                | 7 december 1978   | Noord-Brabant | Zuid Nederland   |
| Zoetermeer          | Zoetermeer                 | 28 februari 1968  | Zuid-Holland  | Zuid-Holland     |
| Zundert             | Zundert                    | 1 januari 1980    | Noord-Brabant | Zuid Nederland   |
| Zutphen             | Zutphen                    | 12 november 1907  | Gelderland    | Oost Nederland   |
| Zwaluwen            | Utrecht                    | 27 januari 2010   | Utrecht       | Midden Nederland |
| Zwart-Wit           | Breda                      | 17 oktober 1931   | Noord-Brabant | Zuid Nederland   |
| Zwolle              | Zwolle                     | 6 juni 2011       | Overijssel    | Oost Nederland   |